# 드우기 타르크

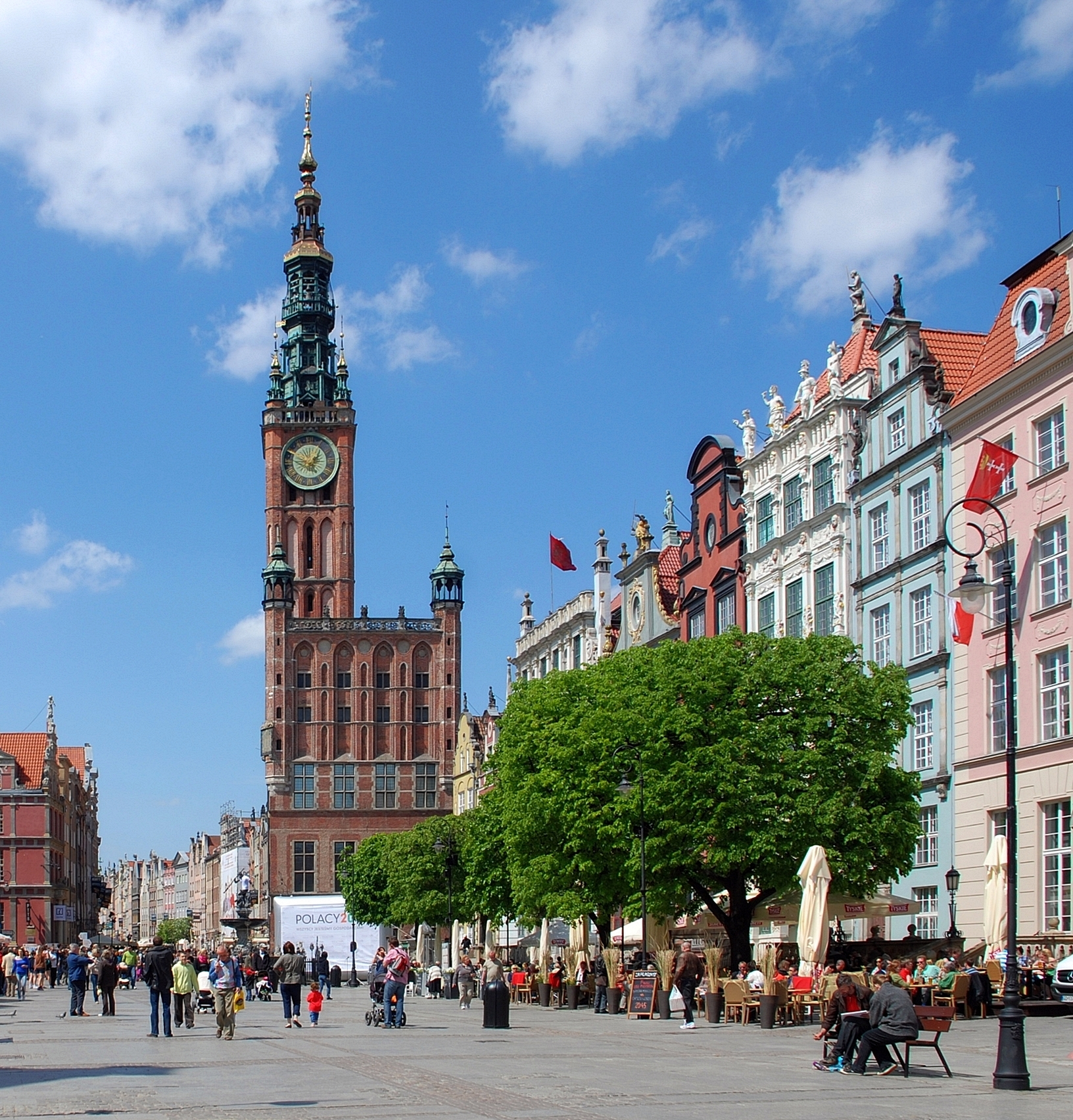
드우기 타르크

드우기 타르크(폴란드어: Długi Targ)는 폴란드 포모제주 그단스크에 있는 광장이다. 드우가 거리 끝과 브라마 지엘로나 사이에 위치하고 있다.